# A20高速公路
A20高速公路，又称L'Occitane，是法国中部的一条高速公路，连接利穆赞、Occitania和南比利牛斯地区。A20起于维耶尔宗，终于塔恩-加龙省的蒙托邦。
A20由ASF运营。最早提议建造该高速的目的是缓解假期出游高峰时20号国道的交通压力。